# Adolf Schrötter
Adolf Schrötter (* 8. März 1892 in Tetschen; † unbekannt) war ein tschechoslowakischer Jurist und deutscher Landrat.

## Leben und Wirken
Schrötter legte 1911 die Matura ab und nahm von Juni 1915 bis Oktober 1918 am Ersten Weltkrieg teil. Danach beendete er sein Studium der Rechtswissenschaften und promovierte am 15. Dezember 1919 zum Dr. jur. Danach war er in Mladá Boleslav und Böhmisch Leipa tätig. Am 1. Oktober 1924 eröffnete er in Böhmisch eine Praxis als Rechtsanwalt, in der er bis zum 15. April 1939 wirkte. Er folgte dann dem Ruf an das Landratsamt nach Angermünde, wo er bis Juli 1939 arbeitete. Dann wurde Schrötter kommissarisch als Landrat im Landkreis Tachau im neugebildeten Reichsgau Sudetenland eingesetzt. Nachdem er sich in dieser Funktion bewährt hatte, wurde er mit Wirkung vom 1. Oktober 1940 definitiv zum Landrat in Tachau ernannt. Er blieb bis zum Ende des Zweiten Weltkrieges 1945 im Amt als Landrat.
Schrötter wurde Mitglied der Deutschen Nationalpartei (DNP) in der Tschechoslowakei und trat 1933 der neugegründeten Sudetendeutschen Partei (SdP) bei. Nach der deutschen Besetzung des Sudetenlandes wurde er am 1. November 1938 Mitglied der NSDAP (Mitgliedsnummer 6.558.992), für die er u. a. als Kreisredner wirkte. Gleichzeitig trat er auch der Sturmabteilung (SA) bei, in der er zum Obersturmführer aufstieg.

## Auszeichnungen
- Kriegsverdienstkreuz